# Apra presents Voice Planet★Radio
『apra presents Voice Planet★Radio』（アプラ プレゼンツ ボイス プラネット ラジオ）はVoice Planetの参加者をゲストに迎え、自己実現を叶えるラジオ番組。

## 概要
FMヨコハマで2024年9月3日(火)放送開始。Voice Planet参加者から毎週2名をゲストに迎え、DJを務める声優の大関英里からの質問に答えたり、一緒に演技を行う番組。「ミニミニお芝居プラネット」や、声優に関する疑問・質問に答えていく。

## 番組内容
- 質問コーナー - ゲストの経歴やVoice Planetに参加した経験をDJの大関英里より質問。合間に短い演技も行われる。
- ミニミニお芝居プラネット - 指定のシチュエーションに応じた演技を披露するコーナー。台本は用意されているが空欄の部分があり、どんなセリフにするかを考えながら演技を行う。